# Моріц Даффінгер
Моріц Міхаель Даффінгер (нім. Moritz Michael Daffinger; 25 січня 1790, Ліхтенталь (нині Відень) — 21 серпня 1849, Відень, Австрійська імперія) — австрійський художник, мініатюрист, портретист.

## Біографія
Народився в сім'ї художника по фарфору. В одинадцять років був прийнятий учнем на імперську порцелянову мануфактуру.
З 1802 року навчався у віденській Академії мистецтв. Учень Генріха Фрідріха Фюгера і Губерта Маурера. Після працював художником на порцеляновій мануфактурі у Відні.
З 1809 року займався переважно портретним живописом, особливо портретною мініатюрою. На його творчість вплинув художник Томас Лоуренс.
Писав портрети на порцеляні, пізніше — на папері і слоновій кістці. У 1830-1830-і роки був дуже популярним при Австрійському дворі та в середовищі європейської аристократії.
Автор численних портретів представників знаті, а також діячів мистецтва і літератури, в тому числі Г. Гагаріна, Ф. Грильпарцера, А. Канови, Г. Доніцетті, Д. Россіні, С. Тальберга і ін.
З 1812 року був придворним художником-портретистом у герцога К. фон Меттерніха.
Після смерті дочки в 1841 році присвятив себе малюванню квітів.
Помер в 1849 році від холери, епідемія яка почалась в Відні в той час. Спочатку був похований на Цвинтар Святого Марка, після його закриття, в 1912 році останки художника були ексгумовані та перенесені на Центральне кладовище Відня.
Моріц Даффінгер, як портретний мініатюрист, вплинув на більшість наступних мініатюристів в Австрії. Його творчість налічує понад 1000 мініатюрних портретів.